# Superliga de Nueva Caledonia 2021
La Superliga de Nueva Caledonia 2021 fue la edición número 48 de la Superliga de Nueva Caledonia. La temporada comenzó el 16 de abril, luego de 5 semanas de retraso por la Pandemia de COVID-19 y culminó el 5 de noviembre a causa del COVID-19. El AS Tiga Sport es el campeón defensor.

## Formato
Después de 5 años, vuelven a jugar con 13 equipos jugando el sistema de todos contra todos dos veces totalizando 24 partidos cada uno. Al término de la temporada los 2 primeros se clasificarán a la Liga de Campeones de la OFC 2022, es decir; el campeón y el subcampeón; mientras que el clasificado descenderá a la Segunda División de Nueva Caledonia 2022 y el penúltimo jugará el play-off descenso.

## Equipos participantes
| Pos.   | Equipo          | Ciudad       | Estadio                   | Capacidad |
| ------ | --------------- | ------------ | ------------------------- | --------- |
| 1      | AS Tiga Sport   | Numea        | Numa-Daly Magenta         | 10000     |
| 2      | Horizon Patho   | La Roche     | Stade La Roche            | 3000      |
| 3      | Hienghène Sport | Hienghène    | Stade de Hienghène        | 1000      |
| 4      | AS Magenta      | Numea        | Numa-Daly Magenta         | 10000     |
| 5      | AS Wetr         | Numea        | Numa-Daly Magenta         | 10000     |
| 6      | SC Ne Drehu     | We           | Stade Hsanné              | 1680      |
| 7      | AS Mont-Dore    | Le Mont-Dore | Stade Boewa               | 135       |
| 8      | AS Lössi        | Numea        | Numa-Daly Magenta         | 10000     |
| 9      | JS Baco         | Koné         | Stade Yoshida             | 3000      |
| 10     | AS Kunié        | Koné         | Numa-Daly Magenta         | 10000     |
| 1 (SD) | Dumbéa FC       | Dumbéa       | Parc Des Sports De Koutio | 1000      |
| 2 (SD) | RC Poindimié    | Poindimie    | Stade Yoshida             | 3000      |
| 3 (SD) | AS Qanono       | Koné         | Numa-Daly Magenta         | 10000     |

### Ascensos y descensos
| Pos. | Ascendidos de la Segunda División 2020-21 |
| ---- | ----------------------------------------- |
| 1    | Dumbéa FC                                 |
| 2    | RC Poindimié                              |
| 3    | AS Qanono                                 |

| Pos.    | Descendidos de la Superliga 2020-21 |
| ------- | ----------------------------------- |
| No hubo |                                     |

## Tabla de posiciones
| Pos. | Equipo              | Pts. | PJ | G  | E | P  | GF | GC | Dif. | Clasificación 2021                                        |
| ---- | ------------------- | ---- | -- | -- | - | -- | -- | -- | ---- | --------------------------------------------------------- |
| 1    | Hienghène Sport (C) | 60   | 17 | 14 | 1 | 2  | 59 | 17 | +42  | Campeón y play-off de la Liga de Campeones de la OFC 2022 |
| 2    | Ne Drehu            | 54   | 17 | 11 | 4 | 2  | 41 | 18 | +23  | Play-off de la Liga de Campeones de la OFC 2022           |
| 3    | Tiga Sport          | 53   | 17 | 11 | 3 | 3  | 53 | 31 | +22  |                                                           |
| 4    | Kunié               | 45   | 16 | 9  | 2 | 5  | 37 | 30 | +7   |                                                           |
| 5    | Wetr                | 42   | 18 | 6  | 6 | 6  | 45 | 28 | +17  |                                                           |
| 6    | Lössi               | 40   | 15 | 8  | 1 | 6  | 37 | 33 | +4   |                                                           |
| 7    | Mont-Dore           | 39   | 17 | 6  | 4 | 7  | 25 | 27 | −2   |                                                           |
| 8    | Magenta             | 38   | 17 | 5  | 6 | 6  | 32 | 30 | +2   |                                                           |
| 9    | Qanono              | 37   | 16 | 6  | 3 | 7  | 23 | 24 | −1   |                                                           |
| 10   | Horizon Patho       | 37   | 17 | 5  | 5 | 7  | 27 | 32 | −5   |                                                           |
| 11   | Dumbéa              | 31   | 16 | 5  | 0 | 11 | 26 | 46 | −20  |                                                           |
| 12   | Baco                | 29   | 16 | 3  | 4 | 9  | 22 | 39 | −17  |                                                           |
| 13   | Poindimié (D)       | 19   | 18 | 0  | 1 | 17 | 13 | 80 | −67  | Descenso a Segunda División de Nueva Caledonia 2022       |

 Fuente: Soccerway
Criterios de clasificación: Puntos · Enfrentamientos directos · Diferencia de goles · Goles a favor · Puntos fair-play · Play-off.

## Play-off Liga de Campeones 2022
Se disputará el play-off por un boleto a la Liga de Campeones de la OFC 2022 en lugar de dos como se tenía planeado.
| Campeón         | Global | Subcampeón  | Ida | Vuelta |
| --------------- | ------ | ----------- | --- | ------ |
| Hienghène Sport | 4 - 3  | SC Ne Drehu | 2-2 | 2-1    |